# Hans Langsdorff
Hans Wilhelm Langsdorff (Rügen, 20 de marzo de 1894 - Buenos Aires, 20 de diciembre de 1939) fue un oficial naval alemán, famoso por comandar el Panzerschiff acorazado de bolsillo Admiral Graf Spee durante la primera batalla naval de la Segunda Guerra Mundial, la Batalla del Río de la Plata.

## Biografía

### Carrera militar
Langsdorff nació en Bergen auf Rügen (Bergen) en la isla de Rügen en 1894, fue el mayor de una familia con tradiciones en leyes y religiosas más que navales. En 1898 la familia se muda a Düsseldorf, donde eran vecinos de la familia del Conde (Graf) Maximilian von Spee, héroe naval caído en combate mientras perdía a todas sus fuerzas de comando en la batalla de las Islas Malvinas, en 1914. Influido por el honor de la familia vecina, Langsdorff entra en la Academia Naval de Kiel contra el deseo de sus padres en 1912. Durante la Primera Guerra Mundial el luego Teniente Langsdorff recibe la Cruz de Hierro de 2.ª Clase en la batalla de Jutlandia, en 1916; luego embarca en un dragaminas por el resto de la guerra. Recibe también la Cruz de Hierro de 1.ª Clase, sin saberse con exactitud el porqué.
En 1923 mientras está afectado en la Oficina Naval en Dresde, conoce a Ruth Hager, casándose en marzo de 1924; tuvieron un hijo, Johann, el 14 de diciembre de ese año. En octubre de 1925 pasa al Ministerio de Defensa en Berlín, coordinando relaciones entre la Kriegsmarine y el Ejército. En 1927 Langsdorff, toma el comando de una flotilla de torpederas. En abril de 1930 es promovido a Teniente Comandante. En 1931 vuelve a Berlín porque le reconocen sus habilidades administrativas. Siguiendo el camino al poder de los nazis, Langsdorff está en servicio del mar en 1934, pero luego se apunta en el Ministerio del Interior.
En 1936 y 1937, embarcado en el nuevo Admiral Graf Spee a las órdenes del Almirante Bohen, Langsdorff participa en la ayuda germana al Ejército Nacional del general Francisco Franco en la guerra civil española. El 1 de enero de 1937 Langsdorff es promovido a Capitán, tomando el comando del Admiral Graf Spee el primero de noviembre de 1938.
El 21 de agosto de 1939, a punto de comenzar la Segunda Guerra Mundial, el Graf Spee leva anclas con órdenes de hundir barcos comerciales enemigos en el océano Atlántico Sur. Durante las tres primeras semanas de la guerra, el buque navega por el mar abierto al este de Brasil, mientras el gobierno determinaba cuan seria era la amenaza británica en esas aguas. El 20 de septiembre de 1939, el Graf Spee es autorizado a llevar a cabo las órdenes.
En las siguientes diez semanas, Langsdorff y el Admiral Graf Spee fueron extremadamente exitosos, deteniendo y hundiendo nueve barcos mercantes británicos: 50.000 t, y sin haber matado a nadie, ya que rescataron a todos los marineros de los barcos atacados.

### Batalla del Río de la Plata

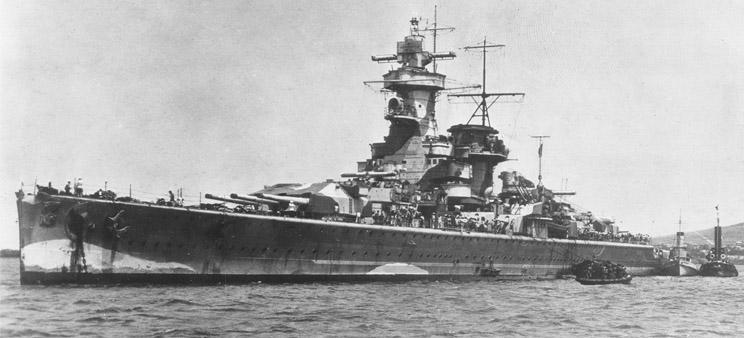
Acorazado de bolsillo Admiral Graf Spee, en el puerto de Montevideo.

En la madrugada del 13 de diciembre de 1939, el Graf Spee en navegación cerca de la costa atlántica de Sudamérica observó humos al este en espera de aprovisionamiento (sus víveres tenían un inventario alarmantemente bajo). Debido a eso, Langsdorff ordenó avanzar hacia la zona pensando que era su aprovisionador o bien presas, pero sus observadores reportaron a 10 000 m, la vista de un crucero y dos destructores británicos.
Así Langsdorff, enfrentado a una división británica, inició el "zafarrancho de combate" para atacarlos ya que aparentemente los enemigos eran cruceros livianos (HMS Ajax y el HMS Achilles) con el agregado del crucero pesado HMS Exeter. En este punto, Langsdorff y su oficialidad cometieron un grave error táctico—su nave tenía más armas que todos sus oponentes (280 mm calibre mayor, al Exeter 200 mm, al Ajax y al Achilles 150 mm), o sea que si él hubiera concentrado su fuego sobre el Exeter primero, el Admiral Graf Spee lo hundía y seguía con las otras naves enemigas livianas. A pesar de la superioridad armamentística, Langsdorff distribuyó su poder de fuego entre los tres blancos, con el resultado de que, si bien el Exeter quedó severamente dañado y forzado a abandonar el escenario en 30 min, los otros buques acertaron 20 impactos al Admiral Graf Spee, destruyendo las cocinas, incluyendo sobre los alimentadores de las baterías y causándoles unos 66 muertos. Langsdorff y los almirantes británicos decidieron cesar la acción siendo que el alemán podía perfectamente finiquitar el combate a su favor, pero optando en cambio ir en pos del puerto neutral de Montevideo, ROU para reparaciones.  Langsdorf fue motivado a esta retirada debido al ímpetu con que los británicos atacaron haciéndole pensar que eran una avanzadilla de una flota mayor de buques británicos, la gran cantidad de bajas que tuvo en poco tiempo (una de las armas menores fue impactada y generó una gran cantidad de bajas y la destrucción de las cocinas).
Las autoridades uruguayas arguyendo tratados internacionales y además hábilmente manejada por los británicos, le dieron 72 horas que era lo que se estipulaba en el derecho internacional, entonces el Graf Spee debía abandonar el puerto a las 20.00 horas del 17 de diciembre de 1939 o sería internado durante toda la guerra. Langsdorff escuchó órdenes de Berlín, y "...no debe dejar que la nave sea internada en Uruguay (que simpatizaba con los británicos)..."; él podría llevar el barco al puerto más amigo de Buenos Aires, Argentina aunque el canal apenas era suficiente para el calado del Admiral Graf Spee; podría llevar el buque al mar y dar batalla a las fuerzas británicas nuevamente (los británicos generaban propaganda de que una gran fuerza ya estaba a la espera de entrar en combate, aunque en realidad no podían arribar antes de cinco días); o podría hundir el barco. Al borde del tiempo límite, el Graf Spee levó anclas y dejó puerto dirigiéndose hacia el Canal a Buenos Aires. Sin embargo, al dejar el límite fluvial aguas territoriales uruguayo se detuvo y su tripulación pasó a barcas argentinas. Al poco tiempo, explotaron cargas en el Graf Spee y éste, semidestruido,  se sumergió 7 m (en la actualidad sigue allí sobre el fango, hasta a 8 m de prof., según la marea). La tripulación desembarcó en Buenos Aires, donde permaneció internada por el resto de la guerra, algunos retornaron a Alemania y otros comenzaron una nueva vida.
Una de las razones que pudieron influir más en la decisión tomada finalmente por Langsdorff es que la planta purificadora de diésel del barco quedo destruida de forma irreparable, lo que le impedía navegar hasta Europa. Por lo que, incluso logrando romper el bloqueo de los británicos, algo bastante posible, habría sido tan difícil llegar a un puerto amigo sin provisiones y perseguido por la flota británica que es probable que Langsdorff no quisiera arriesgar las vidas de sus hombres en una travesía prácticamente suicida.

### Fallecimiento

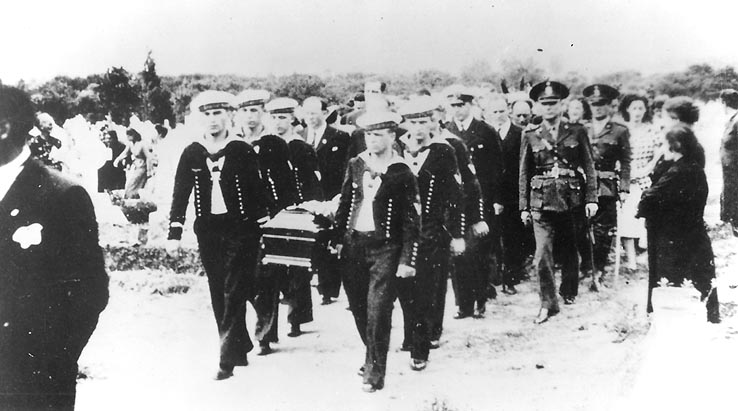
Entierro de Langsdorff.

Langsdorff estaba en una habitación de la jefatura de los talleres navales de Dársena Norte (puerto de Buenos Aires), donde escribió cartas a su familia y superiores. En las horas tempranas de la mañana del 20 de diciembre de 1939 se envolvió en la "bandera de combate" del Graf Spee y se disparó. ¿Lo hizo para evitar posteriores represalias? Que la muerte de Langsdorff haya sido instigada o compelida por las autoridades nazis es una hipótesis más.
Hans Langsdorff recibió sepultura en el Cementerio Alemán, junto al Cementerio de la Chacarita en Buenos Aires (Argentina) y actualmente está enterrado junto a cuatro tripulantes más, Johannes Eggers, Wolfgang Beyrich, Josef Schneider y Peter Kranen.

#### Carta al embajador alemán
“Excelencia:

Después de haber luchado largo tiempo, he tomado la grave decisión de hundir el acorazado Admiral Graf Spee a fin de que no caiga en manos del enemigo. Estoy convencido de que, en estas circunstancias, no me quedaba otra resolución que tomar después de haber conducido mi buque a la “trampa” de Montevideo. En efecto, toda tentativa para abrir un camino hacia alta mar estaba condenada al fracaso a causa de las pocas municiones que me quedaban. Una vez agotadas esas municiones, sólo en aguas profundas podía hundir el buque a fin de impedir que el enemigo se apoderara de él. Antes de exponer mi navío a caer parcial o totalmente en manos del enemigo, después de haberse batido bravamente, he decidido no combatir, sino destruir su material y hundirlo… Desde un principio he aceptado sufrir las consecuencias que implicaba mi resolución. Para un comandante que tiene sentido del honor, se sobreentiende que su suerte personal no puede separarse de la de su navío… Ya no podré participar activamente en la lucha que libra actualmente mi país. Sólo puedo probar con mi muerte que los marinos del Tercer Reich están dispuestos a sacrificar su vida por el honor de su bandera. A mí sólo corresponde la responsabilidad del hundimiento del acorazado Admiral Graf Spee. Soy feliz al pagar con mi vida cualquier reproche que pudiera formularse contra el honor de nuestra Marina. Me enfrento con mi destino conservando mi fe intacta en la causa y el porvenir de mi Patria y de mi Führer.
Dirijo esta carta a Vuestra Excelencia en la calma de la tarde, después de haber reflexionado tranquilamente, para que usted pueda informar a mis superiores y, si es necesario, desmentir los rumores públicos.
  Capitán de navío Langsdorff
Comandante del acorazado Admiral Graf Spee”.

.

## Retrospectiva del rol de Langsdorff
El papel de Langsdorff en la batalla del Río de la Plata, y el destino del Graf Spee permanece aún oscuro. Los historiadores lo han calificado como un "caballero de 1.ª clase, pero un guerrero sin imaginación". El Gran Almirante Raeder dejó una marca negra en el registro de Langsdorff en escritos de postguerra, cuando lo critica por perder su barco atacando a tres cruceros simultáneamente. Otros en cambio han señalado que la evidencia muestra claramente que Langsdorff siguió estrictas órdenes, "atado" completamente a su deber, su obediencia, y su código personal de honor.
Era primo del SS Standartenführer y arqueólogo alemán, Alexander Langsdorff.